# Biotska raznovrstnost Nove Zelandije
Biotska raznovrstnost na Novi Zelandiji, veliki otoška državi v jugozahodnem Tihem oceanu, je pestra in izrazita. Razvijala se je izolirano več milijonov let, v katerih so se vrste razvile glede na lokalne okoliščine. Nedavno so del teh okoliščin postali tudi ljudje. Novozelandska biotska raznovrstnost je pred prihodom človeka kazala visoko stopnjo endemizma vrst z občasnimi epizodami bioloških sprememb. Globalno izumrtje, ki se je zgodilo pred približno 65 milijoni let je povzročilo izgubo živalskih vrst kot so: dinozavri, peterozavri in morski plazilci (npr : mozazaver, elazmozaver in pleziozaver). Starodavna favna ni dobro znana, vendar je v času pred 19 milijoni let na Novi Zelandiji obstajala vsaj ena vrsta kopenskega sesalca. Vsaj nekaj milijonov let pred prihodom človeka in komenzalnih vrst na otokih ni bilo kopenskih sesalcev z izjemo netopirjev in tjulnjev. Kopensko favno so po večini tvorili ptiči in žuželke. Nova Zelandija je sprejela nacionalni načrt ukrepanja, ki bo omogočil zaščito ogrožene flore in favne na Novi Zelandiji.

## Evolucija
Razpad nadceline Gondvana je vzrok za biološke sorodnosti nastalih kontinentov in mikrokontinentov. Zelandija (kontinentalna skorja iz katere sta se pozneje razvili Nova Zelandija in Nova Kaledonija) se je začela odmikati od antarktične Gondvane pred 85 milijoni leti, prelom pa se je zaključil pred 66 milijoni let. Od takrat naprej se premika severno in se spreminja relief in ozračje. Pred približno 23 milijoni let je večina Nove Zelandije bila še pod vodno gladino. Nekatere ocene kažejo, da je samo 18 % trenutne površine ostalo nad vodo. Geološki dokazi prav tako ne izključujejo možnosti, da je bila v celoti potopljena ali vsaj omejena na manjše otoke. Danes je približno 93 % kontinenta Zelandije še vedno pod morjem. Nekateri elementi gondvanske raznovrstnosti so na Novi Zelandiji prisotni še danes, kot na primer južne bukve in podokarpi, ohranila se je tudi prepoznavna favna žuželk, nenavadne novozelandske žabe, tuatara in nekateri novozelandski ptiči. Zdi se, da so tudi nekateri primitivni sesalci bili del prvotnega tovora. Ali je katerikoli od teh taksonov kot potomec preživel iz starodavnega tovora ostaja nedokazano. Nedavne molekularne raziskave so pokazale, da so tudi ikonične gondvanske južne bukve (Nothofagus) prispele na Novo Zelandijo po njeni odcepitvi od Gondvane. Obstaja visoka stopnja interspecifičnosti in hibridizacije med novozelandskimi rastlinami in živalmi.
Dva vira novozelandske biotske raznovrstnosti po odcepitvi od Gondvane sta speciacija in zračno ali morsko priseljevanje. Večina priseljencev je prišla iz Avstralije, kot so večina novozelandskih ptičev in netopirjev ter nekatere rastlinske vrste, ki jih je prinesel veter ali pa ptičja prebavila. Nekateri od teh priseljencev so prispeli tako dolgo nazaj, da so njihove povezave z avstralskimi predniki negotove; na primer izvor nenavadnih kratkorepih netopirjev (Mystacinidae) je bil neznan do odkritja fosilov iz miocena v Avstraliji. Papige iz rodu Cyanoramphus verjetno izvirajo iz Nove Kaledonije in so uspešno naselile številne otoke na tem območju. Povezava med otoškima skupinama pa tudi vključuje sorodnost med gekoni in skinki.

## Elementi

### Raznolikost rastlin
Zgodovina, podnebje in geologija Nove Zelandije so ustvarili veliko raznolikost v vegetacijskih vrstah Nove Zelandije. Dve glavni vrsti gozdov, ki prevladujeta sta podokarpi in južne bukve. Podokarpi (Podocarpaceae) stara zimzelena golo-semenska družina dreves so se le malo spreminjala v zadnjih 190 milijonih let. Za gozdove kjer prevladujejo podokarpi je značilna zaprta gosta krošnja in podrast, ki jo sestavljajo listavci in grmovje. Gozdovi južnih bukev, iz rodu Nothofagus, obsegajo manj raznolik habitat in gozdovi s krošnjami štirih vrst bukev omogočajo le enotno podrast. Na severu Nove Zelandije so podokarpovskim gozdovom prevladovali starodavni velikani Kauri. To so nekatera največja drevesa na svetu, ki držijo rekord za največjo prostornino lesa v enem samem drevesu. Vrednost tega je bila očitna zgodnjim Evropskim priseljencem in večina teh dreves je bila podrtih.
Preostale vegetacijske vrste na Novi Zelandiji vključujejo različne trave, ki jih večinoma povezujemo s podalpskimi področji in nižjimi grmišči, ki se nahajajo med travniki in gozdovi. Tem grmiščem načeloma prevladujejo marjetice, ki lahko olesenijo in zrastejo do višine treh metrov.

### Raznolikost živali
Do leta 2006, so mislili, da pred človekom, z izjemo netopirjev in morskih sesalcev, na Novi Zelandiji ni bilo sesalcev. Odkritje stegnenice in čeljusti izumrlega neletečega sesalca v Otagu, katerega starost je bila datirana na 16 do 19 milijonov let, je spremenila pogled na novozelandsko evolucijsko zgodovino, saj jasno kaže, da so bili sesalci del novozelandske favne že pred odcepitvijo od Gondvane. Fosil so poimenovali SB sesalec. Ni znano, kdaj ali zakaj so sesalci na Novi Zelandiji izumrli, znano pa je da niso bili prisotni nekaj milijonov let pred prihodom človeka.
Kratkorepi netopirji enočlanske družine Mystacinidae so se prvič pojavili v oligocenu ali prej. Gre za edinstveno vrsto netopirja, zaradi njihove edinstvene strategije iskanja hrane na tleh; to pripisujemo pomanjkanju konkurenčnih kopenskih sesalcev, čeprav prisotnost že kopenskih Ikaropsov v miocenski Avstraliji kaže, da se je strategija razvila v celinskem delu, medtem ko so fosili favne Saint Bathansa iz mistacena sobivali še z enim kopenskim bitjem, sesalcem iz Saint Bathansa. Nekatere rastline so se razvile v sožitju z netopirji, ki jih sedaj oplajajo tudi na zemlji. Dolgorepi netopir (Chalinolobus tuberculatus) je prišel nekoliko kasneje in je relativno pogost. Miocenska Saint Bathens favna prav tako ohranja ostanke predstavnikov družine gladkonosih netopirjev in več vrst incertae sedis.
Ptiči sestavljajo najpomembnejši del novozeladske vretenčarske favne. Ni jasno ali večina ptic na Novi Zelandiji izvira iz Gondvane. DNK dokazi kažejo, da so celo tekači (kivi in moe) prispeli šele po odcepitvi od Antarktike. Nedavne študije kažejo na to, da so novozelandski stržki gondvanski potomci. DNK raziskave kažejo, da so stržki najstarejši od vseh ptic pevcev. Odcepili naj bi se od drevesa svojih prednikov v času, ko je Nova Zelandija postala izolirana kopenska masa. V odsotnosti sesalcev so se ptiči razpršili v niše, ki jih navadno v drugih ekosistemih zapolnijo sesalci.
Moe, ki jih je sestavljalo 11 vrst, so bili veliki ptiči in so posledično bili plen velikanskega Haastovega orla (Harpagornis). Moe in orli so izumrli kmalu po prihodu človeka na Novo Zelandijo približno okoli leta 1300. Zdi se, da so človeški lovci iztrebili populacijo moj, kar je Haastovim orlom odvzelo primarni vir hrane in je vodilo do njihovega izumrtja. Za Novo Zelandijo so značilni kiviji, ki so zapolnili vlogo manjšega plena, ki se hrani z žuželkami, enigmatični Aptornis pa je bil univerzalni vsejed. Gololične vrane (Callaeidae) so za Novo Zelandijo endemična družina ptic, mnogi drugi novozelandski ptiči pa kažejo jasne povezave z Avstralijo, te vključujejo: novozelandski golob in sokol, razne papige, mokož, močvirnik, sove in morske ptice (čeprav pogosto z novozelanskimi značilnostmi). Od 245 vrst ptic iz širšega novozelandskega območja (glavni in stranski otoki in otok Norfolk) je 174 endemičnih, približno 71 %. Od tega je bilo približno 32 % vseh rodov endemičnih.
Na Novi Zelandiji niso bili najdeni legvani ali agame; kuščarje zastopajo gekoni in skinki, ki so prispeli večkrat. Fosili kažejo na izjemno raznoliko herpetofavno v času miocena, znani predstavniki iz Saint Bathens favne so mekosušinski krokodil, meiolanid in pleurodirska želva. Tuatara, ki je lahko zrastla do 60 cm, je največji novozelandski plazilec in zadnji preživeli član nekoč raznolikega reda Sphenodontia. Žabe ne prenašajo slane vode, zato domnevajo, da so se novozelandske vrste razvile neposredno iz svojih gondvanskih prednikov. So ena od redkih izjem pravilu da dvoživk ni mogoče najti na oceanskih otokih (še en tak primer so žabe s Fidžija). Novozelandske redke sladkovodne ribe izvirajo iz vrst, ki se selijo na daljše razdalje.
Novozelandski nevretenčarji kažejo močne povezave z gondvanskimi sorodniki in so se razvili zelo raznoliko, čeprav neenakomerno. Obstaja več kot tisoč vrst polžev in mnoge vrste žuželk so postale velike ter izgubile sposobnost letenja, to še zlasti velja za kobilice in hrošče. Obstaja pa manj kot 12 vrst mravelj. Najbolj znane novozelandske žuželke, vete, so talni sorodniki čričkov, ki pogosto dosežejo ogromne velikosti.

## Endemizem
Nova Zelandija ima veliko število endemičnih vrst, kot so:
- 80% vseh višjih rastlin
- 70% vseh avtohtonih kopenskih in sladkovodnih ptic
- vsi netopirji
- vse avtohtone dvoživke
- vse kuščarje
- 90 % sladkovodnih rib

Od ocenjenih 20.000 vrst novozelandskih gliv je znanih le okoli 4500. Nova Zelandija ima tudi dve endemični vrsti delfinov, to sta Hektorjev delfin in njegov bližnji sorodnik, mauijski delfin.

## Človeški vpliv
Prihod človeka na Novo Zelandijo je predstavljal velik izziv za avtohtone vrste in je povzročil izumrtje številnih. To se je zgodilo predvsem zato, ker so se mnoge vrste na Novi Zelandiji več milijonov let razvijale v odsotnosti sesalskih plenilcev (stanje, znano kot »ekološka naivnost«) in posledično niso imele obrambe ali sposobnosti, da se izognejo ali pobegnejo takšnim grožnjam. Človek je na Novo Zelandijo prinesel (namerno ali ne) množico spremljajočih vrst, začenši s polinezijsko podgano, hermelini, podlasicami, črnimi podganami, sivimi podganami, oposumi, divjimi mačkami in psi pa tudi nekaj rastlinojedcev, kot so jeleni, valabiji in tar (vrsta divje koze iz Himalaje), ki so negativno vplivali na avtohtono vegetacijo.
Čas prvega prihoda človeka (Maorov) na Novo Zelandijo je ocenjen približno na leto 1300 in dokazi kažejo, da se je polinezijska podgana priselila ob podobnem času. Njen prihod je sprožil prvi val izumrtja, v katerem so izumrli manjši, nemočni, na tleh gnezdeči ptiči, primer je novozelandska podhujka. Drugi val pa so sprožili Maori sami, ki so plenili veliko večjih vrst, kot so moa, aptornis in nekaj večjih vrst rac ter gosi za hrano. Za Haastovega orla in ptiča Circus eylesi domnevajo, da sta izumrla zaradi izgube primarnega vira hrane. Tretji val izumrtji so povzročili evropski priseljenci, ki so s sabo prinesi številne nove vrste sesalcev, zlasti domačo mačko, prav tako pa so povzročili še nadaljnje spremembe habitata. Po oceni je več kot 50 % novozelandskih ptičev, določene vrste netopirjev in žab, skinkov ter gekonov izumrlo; to je drugo največje število izumrlih vrst takoj za Havaji.
V nekaterih primerih je izumrtje avtohtonih novozelandskih vrst povzročilo naravno kolonizacijo vrst iz Avstralije. V primeru Zosterops lateralis, ki je koloniziral Novo Zelandijo v 19. stoletju, je jasno, da ni imel sorodnikov med avtohtonimi vrstami Nove Zelandije in je omejen na novejše, človeško prinesene vrste. Za črnega laboda so najprej domnevali, da ga je prinesel človek, ampak se sedaj sumi, da so se priselili nazaj sami, kot vrsta, ki je ponovno zasedla svoje nekdanje območje razširjenosti (izumrli novozelandski labod je verjetno bil podvrsta črnega laboda). Prihod pukeka in močvirskega lunja je bolj zanimiv, ker odseva prihod sorodnih vrst v preteklosti, preden so se razvili v takahe in Ejlevega lunja. Nekoč so te specializirane vrste izumirale in so v primeru lunja izumrle, vendar so njihove niše spet proste in kolonizacija se lahko ponovi.

## Upravljanje
Nova Zelandska vlada s pomočjo ministrstva za okoljevarstvo agresivno poskuša zaščititi kar je ostalo od novozelandske biotske dediščine. Predstavili so pionirsko delo na področju biološke obnove otokov, kjer okoliške otoke sistematično očistijo vnešenih vrst, kot so koze, divje mačke in podgane. To jim pozneje omogoča ponovno uvedbo avtohtonih vrst, za katere upajo, da bodo v odsotnosti tujerodnih plenilcev in tekmecev ponovno uspevale. Najdaljši projekt tega tipa je otok Cuvier, v podobnih projektih pa so tudi ostali otoki, kot na primer Tiritiri Mantagi in Mangerov otok. Vzpostavitev zaščitnih območji pa ni omejena samo na otoke in več »ekoloških otokov« je bilo vzpostavljenih na celinski Novi Zelandiji, ki so zagrajeni z ograjami proti škodljivcem.